# Ley Integral para Garantizar a las Mujeres una Vida Libre de Violencia
La ley 348, denominada oficialmente Ley Integral para Garantizar a las Mujeres una Vida Libre de Violencia, es una norma de la legislación boliviana que entró en vigor el 9 de marzo de 2013 durante el gobierno de Evo Morales Ayma, tras su promulgación el 29 de febrero del mismo año por la Asamblea Legislativa Plurinacional de Bolivia.

## Formas de violencia mencionadas en la ley
La ley 348, menciona de manera enunciativa y no limitativa dieciséis formas descritas de violencia contra la mujer, adicionalmente menciona una definición que abre la consideración a otras formas de violencia:
1. Violencia física
2. Violencia feminicida
3. Violencia psicológica
4. Violencia mediática
5. Violencia simbólica y/o encubierta
6. Violencia contra la dignidad, la honra y el nombre
7. Violencia sexual
8. Violencia contra los derechos reproductivos
9. Violencia en servicios de salud
10. Violencia patrimonial y económica.
11. Violencia laboral
12. Violencia en el sistema educativo plurinacional
13. Violencia en el ejercicio político y de liderazgo de la mujer
14. Violencia institucional
15. Violencia en la familia
16. Violencia contra los derechos y la libertad sexual
17. Cualquier otra forma de violencia que dañe la dignidad, integridad, libertad o que viole los derechos de las mujeres

## Antecedentes
Datos de CEPAL (Comisión Económica para América Latina y el Caribe), en 2006 daban cuenta de que Bolivia era el segundo país con mayor índice de violencia contra la mujer en la región.

## Críticas
Desde su promulgación la ley enfrentó numerosas críticas de diferentes especialistas y activistas.Una de las críticas esta referida a la debilidad institucional de las instancias que deben garantizar su aplicación en Bolivia, en palabras de la socióloga Julieta Montaño la norma no ha sido acompañada del fortalecimiento institucional, ni presupuestario  para su aplicación.El colectivo feminista Mujeres Creando realizó una crítica y una propuesta de modificación para esta ley, entre los aspecto más sobresaliente se critica la carga burocrática y económica que se impone sobre las denunciantes y propone la simplificación de procesos e implementación de casas de acogida entre otras medidas.

## Aplicación y contexto boliviano
Problemas relacionados con la corrupción y el enfoque de la ley han sido mencionados en diferentes críticas y propuestas de modificación a la norma, en 2022 la detención de un feminicida con condena que se hallaba en libertad a pesar de habérsele sido impuesta una pena de 30 años, puso en evidencia frente a la opinión pública varias falencias en el sistema judicial. La molestia generalizada desembocó en la marcha de Marcha de mujeres en contra de las violencias machistas y la corrupción en la justicia, movilización que fue replicada en siete ciudades de Bolivia.